# 開祐司
開 祐司（ひらき ゆうじ）は日本の科学者、元京都大学ウイルス・再生医科学研究所所長、教授（生体分子設計学分野）。
再生医学において業績を残している。

## 業績
- 1971年
  - 3月 富山県立富山高等学校卒業
  - 4月 大阪大学理学部化学科入学
- 1975年
  - 3月 大阪大学理学部化学科卒業
  - 4月 京都大学大学院理学研究科修士課程入学
- 1977年
  - 3月 京都大学大学院理学研究科修士課程修了 理学修士（1977年3月24日）
  - 4月 大阪大学大学院理学研究科博士課程入学
- 1981年3月 大阪大学大学院理学研究科博士課程単位修退学 理学博士（1984年3月24日）

## 職歴
- 1981年4月1日 大阪大学助手　歯学部（生化学講座）
- 1988年4月 休職
- 1989年3月 復職
- この間、米国留学
- 1986年4月より1987年6月までEndocrine Unit, Massachusetts General Hospital and Department of Medicine, Harvard Medical School (Dr. J. T. Potts, Jr.) 研究員、Boston, Massachusetts, U.S.A.
- 1987年7月より1989年3月までDepartment of Cellular and Molecular Physiology, Harvard Medical School (Dr. Howard Green) 研究員、Boston,Massachusetts, U.S.A.
- 1991年12月1日　大阪大学講師　歯学部（生化学講座）
- 1994年6月16日　大阪大学助教授　歯学部（生化学講座）
- 1998年6月1日～　京都大学再生医科学研究所教授（生体分子設計学分野）[1]
- 2016年10月1日 - 京都大学ウイルス・再生医科学研究所所長（2018年3月31日まで）

## 主な業績
1. ｢血管新生抑制因子コンドロモジュリン-Iと間葉における組織血管化の制御 : 無闇に血管新生を起こさないようにする仕組み. 癌治療への応用にも期待｣化学と生物 44(12),796-798,20061201(ISSN 0453073X) (日本農芸化学会 編/日本農芸化学会)
2. 吉岡 正豊; 湯浅 慎介; 松村 圭祐; 潮見 隆之; 宿南 知沙; 岡田 保典; 向井 万起男; 申 範圭; 四津 良平; 佐田 政隆; 小川 聡; 開 祐司; 福田 恵一 ｢心臓弁膜症の病因の解明 : 無血管性維持機構とその破綻｣Journal of cardiology 47(2),100-101,20060215 (ISSN 09145087)
3. 水田,博志; 開,祐司 ｢成長因子による関節軟骨再生 (あゆみ 関節軟骨の再生)｣医学のあゆみ 216(6) (通号 2587),459～463,2006/2/11(ISSN 00392359) (医歯薬出版)
4. ｢軟骨形成における細胞間相互作用｣福岡医学雑誌 96(10) (通号 1009),353～362,2005/10/25(ISSN 0016254X) (福岡医学会)
5. 森,肇; 古山,明子; 宿南,知佐; 開,祐司 ｢3SC02 細胞増殖因子を固相化したタンパク質モジュールを用いた細胞の分化誘導の試み(ナノバイオエンジニアリングの基礎としての生物物理学)｣生物物理 44(SUPPLEMENT_1),S22,20041110(ISSN 05824052) (日本生物物理学会)
6. 開 祐司; 宿南 知佐 ｢再生誘導にむけた組織幹細胞の増殖分化制御とレーザー技術｣レーザー研究 32(2),99-104,20040215(ISSN 03870200) (レ-ザ-学会 編/レ-ザ-学会)
7. 細川 陽一郎; 高林 淳一; 宿南 知佐; 開 祐司; 増原 宏 ｢フェムト秒レーザー誘起衝撃波による細胞操作｣
8. レーザー研究 32(2),94-98,20040215(ISSN 03870200) (レ-ザ-学会 編/レ-ザ-学会)

## テレビへの出演
- サイエンスZERO ここまで来た 再生医療（2007年6月9日、NHK教育）